# Mesemondók
Mesemondók – A mesekincset az emberiség gyermekkorától napjainkig világszerte a mesemondók alkották, őrizték meg, fejlesztették tovább és hagyományozták nemzedékről nemzedékre. Mesemondó nélkül nem volt és nincs élő népmese. Annál különösebb, hogy miközben a meséket szórványosan már az ókorban kezdték írásba foglalni, a mesemondók nevét ritkán örökítették meg: ez a szokás csak nagyon későn, még a rendszeres mesegyűjtés kezdetei után is csak lassan és fokozatosan kezdett tért hódítani, majd végül tudományosan kötelezővé válni. Így a múltból százszorta több mesét, mint amennyi mesemondót ismerünk.
Erdélyben Kriza János volt az első, aki 1863-ban, Vadrózsák c. népköltési gyűjteményének jegyzetei közt három székely mesemondó: Róka Tamás, Pucok Geci és Fa Miska nevét dicsérőleg említette. Utóbb a levéltári kutatások a reájuk vonatkozó ismereteinket több adattal is gyarapították. Egyebek közt sikerült a három ragadványnév közül kettőt feloldani: Róka Tamás családneve Puskás, a Pucok Gecié Gotthárd Gergely. Ez utóbbinak a fényképe is előkerült, sőt a három mesemondó mellé egy ugyancsak névről ismert negyedik: Péterfi György (ragadványnevén Kóta Gyurka) csatlakozott.
Jánosfalvi Sándor Istvánnak kéziratban maradt, majd 1942-ben nyomdafestéket látott székelyföldi útirajza egy még korábbi mesemondó emlékét őrizte meg: egy Hincsi (ragadvány)nevű csizmadiáét, aki az 1810-es években a székelykeresztúri unitárius gimnázium udvarán nap mint nap a diákok csizmáit foltozgatta, s a munka során, miközben a diák félmezítláb állt, mesével is szórakoztatta.
Benedek Elek Édes anyaföldem! (1920) c. önéletrajzában állított írói emléket annak a három feledhetetlen mesemondójának, akik bizonnyal későbbi mesegyűjtői-meseírói életművéhez is az első indítást adták. E három mesemondó az édesapja, a növendékleányka Rigó Anis, valamint a "nagyokat füllentő vén Demeter András".
A századforduló táján gyűjtötte Ősz János, mint fiatal kibédi tanító, azokat a székely népmeséket, amelyek csak halálának napjaiban, 1941-ben jelentek meg Kolozsvárt A csudatáska címmel. Ennyi idő múltán, amint maga írta, mesemondói közül név szerint csak Bukló Györgyre és Seprődi Sándorra emlékezett.
Az erdélyi magyar mesegyűjtés történetében az író Bözödi Györgyé az úttörésnek az az érdeme, hogy Bágyi Jánosnak nemcsak a nevét örökítette meg, hanem valamennyi meséjét összegyűjtve, első ízben tárta fel egy jeles mesemondó teljes repertoárját. Sajnálatos, hogy A tréfás farkas (1942), valamint Az eszös gyermök (1957) c. kötetekben ennek csak egy részét tudta közölni, és adós maradt a mesemondó alaposabb bemutatásával is.
A kolozsvári Folklór Intézet – később a Román Akadémia keretében működő Folklór Archívum – 1949-es megalakulása a mesegyűjtésben is egy hivatásos, tudományos korszak kezdetét jelentette. Elődeink ugyanis, a korabeli lehetőségek és igények szintjén, a meséket – ritka kivételektől eltekintve – nem a mesemondók szája után, hanem rövidebb-hosszabb idő, némelykor épp gyermekkori emlékek alapján, emlékezetből vetették papírra. Ennek az ún. emlékező gyűjtésnek a középpontjában nem a mesemondó (akinek túlnyomórészt még a nevét is mellőzték), hanem a mesegyűjtő állott. Ezért kívánta tőle Arany János, az emlékező gyűjtés elméletének és gyakorlatának kodifikálója, hogy "olyan legyen ő, ki ha ama körben marad, születve volt a vidék legügyesebb mesemondója gyanánt szerepelni".
Valamennyi néhai emlékező vagy a szó szerinti hűség felé közelítő gyűjtési módszert egy csapásra érvénytelenített a magnetofon megjelenése. Ma már nincs olyan mesegyűjtemény, amely a mesemondók nevét elhallgatná, a tudományos igényű mesekiadványok pedig mind magnetofonfelvételek után készülnek. Mi több, mesekutatásunkban az egyik legerősebb vonulat épp az egyéniségvizsgálat, vagyis egy-egy kiváló mesemondó teljes repertoárjának összegyűjtése és minél sokoldalúbb értelmezése, mint Faragó József: Kurcsi Minya havasi mesemondó (1969); Balla Tamás: Fehér Virág és Fehér Virágszál (Magyardécsei népmesék. Mesélte Balla János. 1970); Nagy Olga-Vöő Gabriella: A mesemondó Jakab István (1974); Szabó Judit: Rózsa királyfi (Berekméri Sándor gernyeszegi meséi. 1977) és Fábián Imre: Világszép asszony (Koczkás Sándor meséi. 1984). A monográfiák is, a részletkutatások is azt tanúsítják, hogy nincs két egymáshoz hasonló mesemondó, mesemondásuk lehetőségei és formái pedig szintén annyira különböznek egymástól, hogy a gyűjtőknek minden erőfeszítést érdemes megtenniök további jeles mesemondók felkutatásáért és bemutatásáért.